# 北海道小樽商業高等学校
北海道小樽商業高等学校（ほっかいどうおたるしょうぎょうこうとうがっこう、Hokkaido Otaru Commercial High School）は、かつて北海道小樽市にあった公立（道立）の高等学校である。 2018年に生徒募集停止、北海道小樽工業高等学校と統合して北海道小樽未来創造高等学校となった。2020年（令和2年）3月末日をもって閉校。なお、校地は2022年から国立小樽海上技術短期大学校となる。

## 沿革
- 1913年（大正2年）- 北海道庁立小樽商業学校として開校。
- 1947年（昭和22年）- 北海道立小樽商業学校に改称する。
- 1948年（昭和23年）- 北海道立小樽商業高等学校となる。男女共学となる。
- 1950年（昭和25年）- 北海道小樽緑陵高等学校に改称。
- 1966年（昭和41年）- 北海道小樽商業高等学校に改称
- 2011年（平成23年）- 定時制課程の募集を停止。
- 2018年（平成30年）- 生徒募集停止、北海道小樽工業高等学校と統合。
- 2020年（令和2年）3月31日 - 閉校[3]。

## 教育課程
- 全日制課程
  - 商業科
  - 情報処理科
- 定時制課程
  - 商業科

## 特色
- 全校生徒の9割以上を女子生徒が占めている。2006年9月時点では女子439人に対し男子はわずか9人である。
- 水泳部（現在は休部）は全国大会出場歴がある。
- 2004年より2006年まで教育の一環として「おたる屋台村レンガ横丁」に夏季限定で「RYOKURYOパーラー」を開店していた。

## 出身者
- 北潟谷仁（弁護士）
- 喜多了祐（一橋大学名誉教授）
- 小林多喜二（作家）
- 中田乙一（元三菱地所社長）
- 山中燁子（元衆議院議員）
- 青地清二（スキージャンプ選手）
- 上参郷祐康（東京芸術大学名誉教授）
- 北村正司（小樽商科大学短期大学部名誉教授、小樽女子短期大学学長）
- 内藤幸三（元プロ野球選手）
- 石河英夫（会計学者、小樽商科大学名誉教授、札幌学院大学学長）
- 保志忠彦（第一興商創業者）